# Statiszta
A statiszta a filmforgatásokon, a filmekben, a videóklipekben és tévéjátékokban  (miképp a színházban is)  – olyan mellékszereplő, akinek általában elmondandó szövege nincs; néma szereplő. Többnyire csak egy-két jelenetben fordul elő.
A feladata többnyire csak az, hogy növelje a szereplő személyek számát olyan jelenetekben, ahol sok emberre, „tömegre” van szükség (innen eredeztethető az elnevezés is). A klasszikus színművek címlapján a statiszták a szereplők felsorolása után, mint népség, katonaság szerepeltek, jelezve azt, hogy néma szereplők is (gyakran nem kis számban) előfordulnak még a színpadon.
A statiszta általában nem professzionális – tehát nem színész, táncos stb. – és nem is közszereplő; tulajdonképpen bárki lehet, aki megfelel a rendező által a statisztafelhívásban támasztott követelményeknek. Előfordulhat az is, hogy statiszták nem kifejezetten tömeg alakításához kellenek, hanem csupán el kell sétálniuk a háttérben egy jelenet forgatása közben (innen az angol nyelvű elnevezés: walk-on man), vagy például videóklip forgatásánál táncolni kell a háttérben.
A statiszta általában napra, napokra szerződtetett, alkalmi szereplő. A filmiparban a statisztaszervező feladata a tervezett jelenethez, jelenetekhez a megfelelő statiszták összegyűjtése (casting).
A statiszta nem tévesztendő össze a dublőrrel, vagy/és kaszkadőrrel, akinek az a feladata, hogy a speciális felkészültséget és gyakorlatot igénylő jelenetekben egy-egy színészt helyettesítsen.

## Külső hivatkozások
- Statiszta.lap.hu - linkgyűjtemény